# فيدل فالديس راموس
فيدل فالديز راموس أو فيديل راموس إي فالديز (18 مارس 1928 - 31 يوليو 2022)، هو جنرال وسياسي فلبيني، شغل منصب الرئيس الثاني عشر لجمهورية الفلبين منذ عام 1992 وحتى عام 1998.
والمعروف أيضًا بلقبه الشعبي إف في آر وإيدي، وهو الضابط العسكري الوحيد الذي وصل بحكم القانون إلى رتبة جنرال من فئة الخمس نجوم/ أميرال، إذ ترقى من ملازم ثاني إلى رتبة قائد عام للقوات المسلحة. أُعجب الكثيرون براموس خلال السنوات الست التي قضاها في منصبه حيث عمل على تعزيز وتجديد الثقة الدولية في الاقتصاد الفلبيني. يبلغ راموس من العمر 92 عامًا، وهو حاليًا أكبر رئيس فلبيني سابق على قيد الحياة.
ارتقى في الرتب العسكرية الفلبينية في وقت مبكر من مسيرته المهنية، وأصبح رئيسًا للشرطة الفلبينية ونائبًا لرئيس أركان القوات المسلحة الفلبينية خلال ولاية الرئيس فرديناند ماركوس.
أشاد العديد من الفلبينيين بقرار راموس المتعلق بالانفصال عن إدارة الرئيس ماركوس والتعهد بالولاء والولاء للحكومة المنشأة حديثًا للرئيس كورازون أكينو، واعتبروه بطلًا لاتخاذه لهذا القرار خلال الثورة الفلبينية في عام 1986.
خدم راموس في حكومة الرئيس كورازون أكينو قبل انتخابه رئيسًا، حيث شغل في البداية منصب رئيس أركان القوات المسلحة الفلبينية (AFP)، ثم وزيرًا للدفاع الوطني بين عامي 1986 و1991. وقد كان له الفضل في إنشاء فوج القوات الخاصة في الجيش الفلبيني وقوة العمل الخاصة التابعة للشرطة الوطنية الفلبينية.
ظل ناشطًا في السياسة بعد تقاعده من خلال عمله مستشارًا لخلفائه. حاصل على وسام القديس ميخائيل والقديس جرجس،

## مسيرته العسكرية

### بداية مسيرته
ارتاد راموس الأكاديمية العسكرية الأمريكية في ويست بوينت حيث تخرج عام 1950، وكان عضوًا في الكتيبة القتالية العشرين التابعة لقوات الاستطلاع الفلبينية (PEFTOK) التي قاتلت في الحرب الكورية، كما قاد فصيل استطلاع مشاة. كان راموس أحد أبطال معركة هيل إيري، حيث قاد فصيله لمواجهة العدو في هيل إيري. شارك أيضًا في حرب فيتنام كمهندس عسكري مدني ورئيس أركان مجموعة العمل المدني الفلبينية (PHILCAG). بدأت صداقته طويلة الأمد مع خوسيه تي ألمونتي الضابط الذي عمل تحت إمرته خلال هذه المهمة، قبل أن يصبح مستشارًا للأمن القومي طوال فترة إدارة راموس منذ عام 1992 وحتى عام 1998.
حصل راموس على العديد من الأوسمة العسكرية بما في ذلك وسام جوقة الشرف الفلبيني (مرتين في 1988 و1991)، ونجم السلوك المتميز (1991)، ونجم الخدمة المتميزة (ثلاث مرات في 1966 و1967 و1981)، ووسام الاستحقاق العسكري الفلبيني (1952)، ووسام الاستحقاق الأمريكي، ووسام جوقة الشرف الفرنسي، وجائزة الخريجين المتميزين من الأكاديمية العسكرية الأمريكية، ووسام الاستحقاق (1990).
أسس راموس فوج القوات الخاصة في الجيش الفلبيني خلال فترة خدمته في الجيش الفلبيني، وعُين بعد ذلك قائدًا للفرقة الثالثة في الجيش، والتي تتخذ من مدينة سيبو مقرًا لها.

### الأحكام العرفية والثورة الفلبينية
كان راموس رئيسًا للشرطة الفلبينية، ثم رئيسًا لفرع الخدمة الرئيسي للقوات المسلحة الفلبينية، التي مثلت الشرطة الوطنية للبلاد حتى عام 1972، عندما فرض فرديناند ماركوس الأحكام العرفية.
دُمجت جميع قوات الشرطة المدنية والبلدية في البلاد بموجب مرسوم عام 1975، وأصبحت تعرف باسم الشرطة الوطنية المتكاملة (INP)، والتي سيطرت وأشرفت الشرطة الفلبينية عليها. كان راموس بحكم منصبه، كرئيس للشرطة الفلبينية، أول مدير عام متزامن للشرطة الوطنية المتكاملة. رُفع قانون الأحكام العرفية رسميًا بعد تسع سنوات في 17 يناير 1981، مع احتفاظ ماركوس بالسلطة المطلقة.
كانت إنجازات راموس من أهم الأسباب التي جعلته أحد المرشحين لمنصب رئيس أركان القوات المسلحة الفلبينية في عام 1981، كبديل للجنرال المتقاعد روميو إسبينو الذي شغل هذا المنصب لأطول فترة في تاريخه. خسر راموس أمام الجنرال فابيان فير خريج جامعة الفلبين، إذ عينه ماركوس في أعلى منصب عسكري. وبدلًا من ذلك، عُيِّن راموس، ابن عم ماركوس، نائبًا لرئيس أركان القوات المسلحة الفلبينية عام 1982، ورُقي إلى رتبة جنرال ثلاث نجوم. نُظمت وحدة جديدة في الشرطة الفلبينية السابقة في 12 مايو 1983، وأطلق عليها اسم قوة العمل الخاصة التابعة للشرطة الفلبينية، كشرط للأمر العام 323 الذي أصدره مقر الشرطة الفلبينية. كان راموس والجنرال ريناتو دي فيلا مؤسسي هذه الوحدة، وكلف دي فيلا الكولونيل روسندو فيرير والجنرال سوني رازون بتنظيم قوة عمل خاصة. بعد ذلك، استُخدم برنامج تدريبي تحت اسم دورة حراس قوة العمل الخاصة، لتدريب الدفعة الأول من جنود هذه القوة، والذي بلغ عددهم 149 جنديًا. جُند 26 ضابطًا منهم مع بقية الجنود ضمن مجموعة واسعة من وحدات الشرطة الفلبينية، وكتيبة الدوريات بعيدة المدى (LRP)، وشركة دعم كي-9، ومجموعة الشرطة الفلبينية الخاصة المنظمة، ووحدة لايت ريأكشن (LRU) الخاصة بـميتروكوم الشرطة الفلبينية، وقيادة العمليات البحرية للشرطة (COSAC)، ووحدات الشرطة الفلبينية الخاصة الأخرى. تغير اسم الدورة لاحقًا إلى دورة كوماندوز قوة العمل الخاصة.
أعلن ماركوس إقالته لوزير الدفاع خوان بونس إنريل من التسلسل القيادي وإنشاء هيكل جديد مع تنصيب نفسه كقائد أعلى للقوات المسلحة الفلبينية بدلًا من الجنرال فير خلال خطاب ألقاه في معسكر كرامي للاحتفال بيوم الشرطة الفلبينية في 8 أغسطس 1983. كما أنهى ماركوس سيطرة الشرطة الفلبينية تحت قيادة الجنرال راموس على الشرطة الوطنية المتكاملة، ونقلها إلى سيطرة الجنرال فير المباشرة؛ وأصبحت مهمة الشرطة الفلبينية بعد ذلك الإشراف الإداري فقط على الشرطة الوطنية المتكاملة.
أصبح راموس رئيس أركان القوات المسلحة الفلبينية بالإنابة بعد تورط فير في اغتيال السناتور المعارض السابق بينينو أكينو الابن في 21 أغسطس 1983، وبقي على رأس عمله حتى إعادة فير إلى منصبه عام 1985 بعد أن تمت تبرئته من التهم المتعلقة بالقتل. كما شكل راموس في هذا الوقت قوة العمل الخاصة التابعة للشرطة الفلبينية للتعامل مع ما يسمى بالجرائم «المتعلقة بالإرهاب». اعترف راموس لاحقًا بأنه كان على علم تام بأعمال التعذيب التي حصلت أثناء العمل بالأحكام العرفية، واعترف بمشاركته فيها.

## روابط خارجية
- فيديل فالديس راموس على موقع IMDb (الإنجليزية)
- فيديل فالديس راموس على موقع الموسوعة البريطانية (الإنجليزية)
- فيديل فالديس راموس على موقع مونزينجر (الألمانية)
- فيديل فالديس راموس على موقع إن إن دي بي (الإنجليزية)